# الزايري
الزايري هي قرية جزائرية تابعة لبلدية الأوريسية: الكائنة بدائرة عين أرنات، بولاية سطيف

## الموقع
تقع على مستوى الطريق الوطني رقم 9 ب

## المرافق
- مدرسة ابتدائية
- مفرخة لصغار أسماك المياه العذبة[3][4]

## شخصيات ملحوظة
- سعال بوزيد [5] أول ضحية لمجازر سطيف، قالمة وخراطة

## وصلات خارجية
- سطيف: الزايري …جنة تستقطب العائلات في انتظار العناية